# Волица (Словакия)
Волица (словац. Volica) — село и одноимённая община в районе Медзилаборце Прешовского края Словакии. В письменных источниках начинает упоминаться с 1405 года.

## География
Село расположено в восточной части края, на левом берегу реки Лаборец, при автодороге 559. Абсолютная высота — 241 метр над уровнем моря. Площадь муниципалитета составляет 5,37 км².

## Население
| Год:                | 1994 | 2004     | 2014    | 2024     |
| ------------------- | ---- | -------- | ------- | -------- |
| Количество человек: | 366  | 326      | 298     | 254      |
| Разница:            |      | −10,92 % | −8,58 % | −14,76 % |

По данным последней официальной переписи 2021 года, численность населения Волицы составляла 264 человека.
Национальный состав населения (по данным переписи населения 2011 года):
| Национальность | Численность, человек |
| -------------- | -------------------- |
| словаки        | 154                  |
| русины         | 150                  |
| украинцы       | 1                    |
| не указана     | 15                   |

По данным переписи 2021 года, в конфессиональном составе населения преобладали греко-католики (70,5 %), католики (14,4 %) и православные христиане (10,6 %).